# Antarctic Adventure
Antarctic Adventure (けっきょく南極大冒険?, Kekkyoku nankyoku dai bōken) è un videogioco del 1983 per l'home computer MSX, in seguito convertito per le console Famicom e ColecoVision. È sviluppato da Konami, la quale produsse anche una versione portatile LCD che commercializzò nel 1990 solo in Giappone. Il giocatore controlla l'allora mascotte dell'azienda, Penta, un pinguino che corre libero per le lande dell'Antartide.
Nella sua uscita originale giapponese su MSX faceva parte di una serie composta da sei videogiochi, editi dalla Konami per fini educativi: come primo titolo della esalogia sulla confezione riporta la frase "I love地理 (Adoro la geografia)". Secondo voci tuttora non confermate, Konami avrebbe realizzato pure un cabinato da sala giochi nel 1984; le informazioni al riguardo sono contenute su Killer List of Videogames.

## Modalità di gioco
Il giocatore veste per l'appunto i panni del pinguino Penta e gli fa attraversare dieci livelli di gioco, affinché questi riesca a raggiungere entro lo scadere del tempo una tra le disparate basi scientifiche in Antartide, appartenenti ad una delle sette nazioni del mondo. Il limite a disposizione sul timer, così come i chilometri di distanza dalla meta, sono diversi per ciascun segmento del percorso tracciato sulla mappa del continente. Sarà game over quando il conto alla rovescia arriva a 0.
Ogni livello è sempre disseminato di ostacoli, costituiti da crepacci e da piccoli laghetti (a volte da questi ultimi vedranno sbucare delle foche), i quali ostacolano il cammino di Penta inciampandolo senza che caschi per terra. I punti si ottengono passo per passo al movimento automatico del pinguino, ed evitandogli un ostacolo mediante un semplice salto ma non spostandolo dal suolo; per agevolare gli aggiramenti il giocatore può anche regolare la sua velocità. Solo nella versione Famicom viene introdotto un cappello con elica che permette a Penta di superare più ostacoli volando per un po'.
Una volta giunti a destinazione vengono ricevuti 100 punti aggiuntivi ad ogni secondo allora rimasto. Altri punti casuali sono assegnabili cogliendo al pinguino strada facendo dei pesci che fuoriescono dai laghetti o delle bandierine.
Infine Antarctic Adventure non ha un vero e proprio finale, perché, una volta completata la prima serie di livelli, essi ciclicamente si ripetono ma con maggiore difficoltà. A tal proposito, ancora nel porting per Famicom la si può scegliere prima che la sessione abbia inizio.

## Musica
La traccia ufficiale di sottofondo è un arrangiamento ad 8-bit di Les Patineurs (Il valzer dei pattinatori), del compositore Émile Waldteufel.

## Emulazioni
L'emulazione della Famicom venne inserita in Konami GB Collection: Vol.3, uscito in Giappone su Game Boy nel 1998 ed in Europa (come Vol.4) su Game Boy Color nel 2000. Di nuovo solo nel Sol Levante, la stessa tra il 2007 e il 2013 è stata distribuita tramite Virtual Console per Wii, Wii U e Nintendo 3DS. E sempre sul medesimo store vi era quella MSX, resa disponibile solamente per Wii U nel 2014; in passato fu inclusa nel primo volume (pubblicato nel 1997) della trilogia locale Konami Antiques MSX Collection per PlayStation.

## Eredità
Konami nel 1986 pubblicò in esclusiva sull'MSX l'unico diretto sequel, Penguin Adventure, il cui gameplay rimase tale e quale il predecessore ma implementato con l'aggiunta di nuovi elementi. In più venne introdotta per la prima volta una trama.
Cinque anni dopo (nel 1991) vide la luce solo in Giappone Yume Penguin Monogatari, edito sempre dalla Konami, come esclusiva stavolta per il Famicom. Nonostante vi appaia il pinguino Penta come protagonista, esso si estranea sia da Antarctic Adventure che dal succitato seguito in fatto di giocabilità e di storia.
Nel biennio 2002-2003, la divisione Konami Mobile Online fece uscire di nuovo solo in Giappone due titoli originali per telefono cellulare basati su questo gioco: il primo è Kekkyoku nankyoku dai bōken taisen-ban (けっきょく南極大冒険対戦版?) (come parte di Konami Taisen Colosseum), una variante competitiva della versione classica, mentre il secondo lo spin-off Penta no tsuri bōken (ペン太の釣冒険?), un semplice simulatore di pesca.
Due piccole software house giapponesi, Peposoft e Why So Serious?, con la collaborazione e la supervisione di Konami stessa, svilupparono un remake nel formato minigioco intitolato Penpen nankyoku dai bōken (ペンペン南極大冒険?), reso disponibile gratis per iOS e Android nel 2020 sull'app EVA-EXTRA, ancora una volta solo in Giappone. Tale app è ufficialmente dedicata a Neon Genesis Evangelion, difatti il suo protagonista è Pen-Pen, uno dei tanti personaggi secondari dell'omonimo anime.

## Camei
Nel corso degli anni Penta fece molte apparizioni come ospite o comparsa in altri videogiochi Konami, in special modo nella serie di Parodius.